# Javni moral
Javni moral odnosi se na moralno-etičke standarde koji su postignuti u društvu putem zakona, policijskog rada ili socijalnog pritiska te se odnose na javni život obuhvaćajući sadržaj masovnih medija te ponašanja na javnim mjestima. U određenom smislu čak i velika tolerantnost očekuje javna ograničenja ponašanja (seksualni odnosi su ovdje implicirani). Suprotni ekstrem je teokracija koja izjednačava javni moral s religioznim instrukcijama, dajući objema jednaku zakonsku snagu.
Javni moral često znači regulaciju seksualnih pitanja, uključujući prostituciju i homoseksualnost, kao i pitanja odijevanja i nagosti, pornografije, prihvatljivosti u socijalnim terminima kohabitacije prije braka te zaštite djece. Ona je glavno opravdanje cenzure; može voditi do kampanja protiv profanosti i suprotstavljena slobodi govora. Kockanje je uobičajeno kontrolirano: casino se promatra kao veća opasnost od rasprostranjene lutrije ili sportskih kladionica. Javno opijanje je vrlo neprihvatljivo u nekim društvima, a zakonska kontrola konzumacije alkohola često se opravdava terminima javnog morala, koliko i medicinskim razlozima s ciljem ograničavanja kriminala vezanog uz alkohol. Legalizacija droga, povijesno gledano, slijedila je slične rezone. Pobačaj je ponekad tretiran kao aspekt javnog morala, čak i kad je zakonski definiran, reguliran od strane stručnjaka iz područja medicine, te gotovo kompletno skriven od javnog pogleda. Sindrom stečene imunodeficijencije kao zdravstveno pitanje povezan je s javnim moralom u kompleksnom odnosu.
Shvaćanje javnog morala mijenjali su se tijekom vremena. Jedenje na ulici, žene koje puše na javnim mjestima blagi su primjeri, ali pokazuju da se u običajnosti 'prihvatljivo' često kreće prema tolerantnosti. Nagli pomaci u suprotnom smjeru često su karakterizirani moralnom panikom ili ekvivalentom engleskog puritanizma (primjer rušenja kazališta jednu generaciju nakon Shakespeareove smrti).
Može se također primijeniti na moral javnog života. Politička korupcija ili izgovaranje laži u javnim izjavama blati ne samo pojedine političare, već cijeli proces političkog života na lokalnoj ili nacionalnoj razini. Ovakvi se postupci gotovo univerzalno smatraju mrljama u reputaciji, iako u nekim slučajevima granica između korupcije i legitimnog skupljanja sredstava za političke kampanje nije jasno definirana. Nije razgraničeno je li privatni život političara pitanje javnog morala; premijerova izvanbračna veza u nekim zemljama bit će smatrana pitanjem iz sfere javnog interesa, dok će u drugim zemljama taj problem biti promatran kao irelevantna činjenica.